# Polystachya lawrenceana
Polystachya lawrenceana är en orkidéart som beskrevs av Friedrich Fritz Wilhelm Ludwig Kraenzlin. Polystachya lawrenceana ingår i släktet Polystachya och familjen orkidéer. Inga underarter finns listade i Catalogue of Life.